# Lycopodielloideae
Lycopodielloideae
Sous-famille
Les Lycopodielloidées ou Lycopodielloideae, sont une des trois sous-famille faisant partie de la famille des Lycopodiaceae, au sein de l'ordre des Lycopodiales. Elle regroupe des plantes vasculaires anciennes, connues sous le nom de lycopodes, qui se distinguent par leur reproduction par spores et leur organisation morphologique unique.

## Taxonomie

### Historique
Pendant des siècles, toutes les espèces de lycopodes ont été regroupées dans un seul genre : Lycopodium, tel que décrit par Carl von Linné en 1753 dans son Species Plantarum. Cette classification très large regroupait des plantes aux formes très diverses, allant des espèces rampantes des milieux humides tropicaux jusqu’aux espèces dressées des régions tempérées. Les critères morphologiques utilisés à l’époque étaient trop généraux pour refléter la diversité réelle du groupe.
Au XIXe siècle, des botanistes comme Karel Bořivoj Presl ou Georg Heinrich Mettenius commencèrent à distinguer plusieurs morphotypes au sein du genre Lycopodium, en se fondant sur la structure des strobiles, la ramification des tiges et la position des racines. Ces observations restèrent cependant informelles. Ce n’est qu’au XXe siècle que la révision du genre Lycopodium prit forme. Dans les années 1970, Josef Holub proposa de le scinder en plusieurs genres plus cohérents morphologiquement, dont Lycopodiella et Pseudolycopodiella, sur la base de critères morphologiques stables . Peu après, Benjamin Øllgaard publia une monographie majeure sur les Lycopodiaceae, dans laquelle il structura la famille en trois grands ensembles naturels, sans toutefois formaliser les sous-familles .
L’avènement des analyses génétiques à partir des années 1990 bouleversa la classification des ptéridophytes. En étudiant des séquences d’ADN chloroplastique (rbcL, trnL-F, etc.), plusieurs études mirent en évidence trois lignées génétiquement distinctes au sein des Lycopodiaceae : Huperzioideae, Lycopodioideae et Lycopodielloideae ,. Ces résultats furent adoptés par le Pteridophyte Phylogeny Group I en 2016, qui proposa une classification phylogénétique normalisée des lycophytes et fougères, avec reconnaissance officielle des trois sous-familles . Les Lycopodielloidées regroupent ainsi les genres Lycopodiella, Pseudolycopodiella, Palhinhaea et parfois Lateristachys .

### Morphologie générale de la sous-famille
Les Lycopodielloideae forment un groupe de lycopodes aux caractéristiques morphologiques relativement homogènes, qui les distinguent nettement des deux autres sous-familles des Lycopodiaceae. Il s’agit principalement de plantes herbacées de petite taille, le plus souvent rampantes ou redressées, rarement entièrement dressées. Leurs tiges présentent une ramification dichotomique et un développement sympodial : la croissance apicale s’interrompt régulièrement, remplacée par une ramification latérale qui prend le relais. Cette organisation donne aux plantes un port souvent étalé, voire en rosette, notamment chez Pseudolycopodiella .
Les feuilles, ou microphylles, sont simples, linéaires à lancéolées, et insérées en spirale ou selon une fausse disposition distique. Contrairement aux membres des Huperzioideae, elles ne possèdent pas de ligule. Les racines sont généralement adventives, se développant aux points de bifurcation des tiges ou à leur base, et permettent parfois une propagation végétative importante ,.
Les organes reproducteurs sont un critère déterminant. Les sporophylles, parfois peu différenciés des feuilles stériles, forment des strobiles bien individualisés, généralement terminaux. Ces strobiles peuvent être portés par un pédoncule distinct, comme chez Palhinhaea cernua, et sont composés de sporophylles portant chacun un seul sporange à leur face adaxiale. Les spores, toutes de même taille (isosporie), assurent la reproduction sexuée, bien que celle-ci soit rare dans la nature. En effet, les gamétophytes sont souterrains, mycotrophes, et se développent lentement, ce qui rend leur observation difficile ,.
Certaines espèces montrent une capacité à la reproduction végétative par fragmentation des strobiles ou régénération apicale, contribuant à leur persistance dans des milieux humides et instables. Ces traits morphologiques et biologiques témoignent d’un ancien lignage végétal, bien adapté aux milieux tourbeux, rivulaires ou tropicaux humides .

### Genres
La sous-famille des Lycopodielloidées regroupe un ensemble de genres historiquement inclus dans un vaste Lycopodium sensu lato, mais aujourd’hui reconnus comme distincts sur des bases morphologiques et phylogénétiques solides. Les classifications modernes, notamment celles proposées par Øllgaard en 1987 et reprises par le Pteridophyte Phylogeny Group , reconnaissent quatre genres principaux au sein de cette sous-famille :
- Lycopodiella
- Pseudolycopodiella
- Palhinhaea
- Lateristachys

Le genre Lycopodiella est de loin le plus représentatif et le plus connu. Il comprend des espèces cosmopolites, souvent pionnières, adaptables à des milieux ouverts et humides comme les tourbières ou les talus sableux. Ces plantes se caractérisent par des tiges rampantes parfois très longues, des rameaux dressés à sympodie claire, et des strobiles distincts, parfois portés par un pédoncule. Lycopodiella cernua est l'une des espèces les plus répandues, notamment dans les régions tropicales et subtropicales .
Le genre Pseudolycopodiella, longtemps inclus dans Lycopodiella, en a été séparé à la suite d’analyses morphologiques fines, confirmées par la phylogénie moléculaire. Il se distingue notamment par la structure particulière de ses strobiles, qui présentent une régénération fréquente à leur sommet, ainsi que par sa répartition principalement tropicale. Les espèces de ce genre ont souvent un port plus grêle et un enracinement plus lâche ,.
Le genre Palhinhaea, dont le nom rend hommage au botaniste portugais Ruy Palhinha, a été reconnu pour rassembler un ensemble d’espèces des régions tropicales à tempérées chaudes, notamment en Amérique centrale et du Sud. Les espèces de ce genre se distinguent par la position latérale ou subterminale de leurs strobiles, qui peuvent être solitaires ou en groupes, et par leur feuillage dense, parfois de coloration jaunâtre ou vert clair .
Enfin, le genre Lateristachys, peu représenté, est principalement présent dans l’hémisphère Sud, notamment en Océanie et en Amérique du Sud. Il regroupe des espèces aux tiges robustes, souvent rampantes, dont les strobiles apparaissent latéralement, parfois en position axillaire. Ce genre est le plus déroutant sur le plan morphologique et a longtemps été confondu avec Lycopodiella dans la flore australienne et néo-zélandaise ,.
Dans l’ensemble, ces quatre genres reflètent la diversité évolutive et écologique des Lycopodielloideae, qui, bien qu’unis par des traits fondamentaux, présentent des adaptations spécifiques à leurs aires respectives. La reconnaissance de ces genres repose autant sur des caractères morphologiques stables que sur des analyses moléculaires récentes, qui confirment leur monophylie .
Le cladogramme ci-dessous illustre les relations phylogénétiques au sein de la sous-famille des Lycopodioidées, un groupe ancien de plantes vasculaires sans graines. Il montre la séparation des principaux genres tels que Lycopodium, Diphasiastrum, Pseudolycopodiella et Lycopodiella, chacun ayant évolué pour occuper des niches écologiques distinctes. Cette représentation permet de mieux comprendre la diversité et l'évolution des lycopodes au sein de leur lignée ancestrale , :
- Lycopodiopsida Bartl., 1830
  - Lycopodiales DC. ex Bercht. & J.Presl, Přir., 1820
    - Lycopodiaceae P.Beauv. in Mirb., 1802
      - Lycopodielloideae W.H.Wagner & Beitel ex B.Øllg., 2015
        - Lateristachys
          - *Lateristachys lateralis* (4 spp.)

        - Lycopodiella
          - *Lycopodiella inundata* (15 spp.)

        - Palhinhaea
          - *Palhinhaea cernua* (25 spp.)

        - Pseudolycopodiella
          - *Pseudolycopodiella caroliniana* (10 spp.)